# 赵世军
趙世軍（1958年9月—），男，漢族，河南郑州人，中华人民共和国政治人物。在職研究生學歷。

## 生平
1976年2月參加工作，任职于西藏自治區政府部門。1988年11月加入中國共產黨。曾出任西藏拉薩水泥廠黨委書記、廠長，西藏高爭集團公司黨委書記、董事長。2004年9月，獲任命為西藏自治區交通廳廳長。2012年4月，接任中共林芝地委書記。2012年12月至2013年5月，兼任林芝地區行署專員。2015年6月，伴隨撤銷林芝地區成立林芝市，改任中共林芝市委書記。2016年6月，任西藏自治區工商局黨委書記、副局長。2018年12月，正式退休。
2020年7月15日，西藏自治區紀委監委宣布趙世軍涉嫌嚴重違紀違法，已投案自首，正在接受紀律審查和監察調查。2021年1月8日，遭到开除党籍处分。